# Desa Ngantru (administrativ by i Indonesien, lat -7,22, long 111,75)
Desa Ngantru är en administrativ by i Indonesien.   Den ligger i provinsen Jawa Timur, i den västra delen av landet, 600 km öster om huvudstaden Jakarta.